# 斯特靈敦 (密蘇里州巴特勒縣)
斯特靈敦（英語：Stringtown）是位於美國密蘇里州巴特勒縣的非建制地區。

## 地理
斯特靈敦所處的海拔為高於海平面148米（即486英呎），而該地所採用的時區為UTC-6，即北美中部時區（CST）。同時該地設有夏令時間，為UTC-6調快一小時，即UTC-5（CDT）。